# Lidagroprommasz

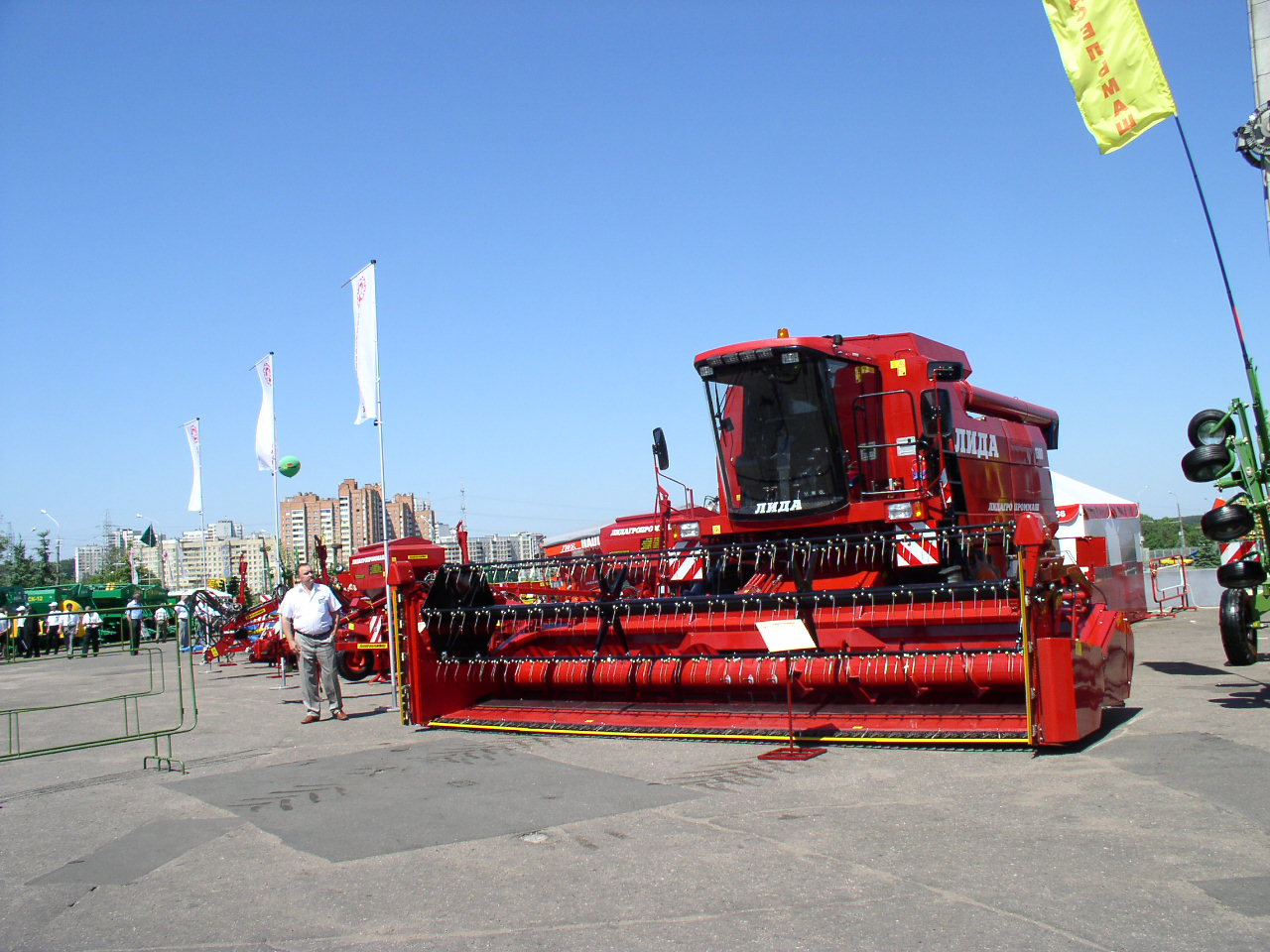
Kombajn zbożowy Lida-1300

Lidagroprommasz (ros. Лидагропроммаш; błr. Лідаграпраммаш, Lidahraprammasz; ang. Lidagroprommash) – białoruski producent maszyn rolniczych i leśnych pod marką Lida z siedzibą w Lidzie.

## Historia
Przedsiębiorstwo zostało założone w 1958 roku jako zakład naprawy samochodów, przede wszystkim modelu GAZ-51 z Gorkowskiej Fabryki Samochodów. W 1970 roku zakład skupił się na remontach kapitalnych samochodów ZiŁ-130, ZiŁ-MMZ-555 (Zakład imienia Lichaczowa) i naprawie części do nich.
W 1993 roku zakład naprawy samochodów został przemianowany na Lidagroprommasz (skrót od Lidskaja firma agropromyszlennogo maszynostrojenija, tłum. Lidzka Firma Budowy Maszyn Rolniczo-Przemysłowych). Na początku lat 90. w związku z rosnącym zapotrzebowaniem na nowe technologie dla rolnictwa intensywnego kierownictwo Lidagroprommaszu podjęło decyzję o zmianie profilu działalności na produkcję maszyn rolniczych. W krótkim czasie w kooperacji z niemiecką firmą Accord wprowadzono do produkcji uniwersalny, pneumatyczny siewnik typu SPU. W 1999 roku rozpoczęto produkcję kombajnu zbożowego CASE-525H na licencji firmy Case IH jako Lida-1300. W latach 1999–2003 wyprodukowano 912 sztuk tych maszyn. Następnie do produkcji w 2009 roku został wprowadzony kombajn zbożowy Lida-1600 (na licencji Case CF 80).